# Oleg Velyky
Oleg Velyky, né le 14 octobre 1977 à Brovary (Union soviétique) et mort le 23 janvier 2010 à Kiev (Ukraine), est un ancien joueur de handball ukrainien puis naturalisé allemand.

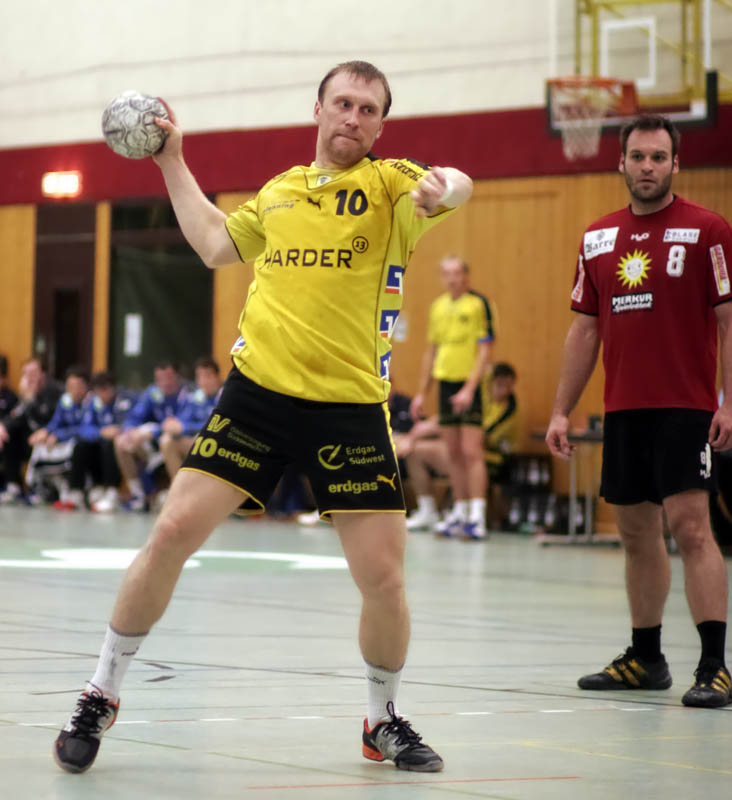
Oleg Velyky sous le maillot de Rhein-Neckar Löwen en 2006.

## Biographie
Oleg Velyky commence sa carrière en Ukraine, notamment au ZTR Zaporijjia. Sélectionné à 59 reprises en équipe nationale d'Ukraine, il participe notamment au championnat d'Europe 2000 où il termine meilleur buteur de la compétition avec 46 buts malgré une 12e et dernière place au classement final.
En 2001, à l'invitation de l'ancien handballeur soviétique Iouri Chevtsov, il rejoint l'Allemagne et le club de TUSEM Essen entraîné par Chevtsov. Avec le club allemand, il remporte la Coupe de l'EHF en 2005, mais en butte à des problèmes importants, le club ne voit pas sa licence renouvelée par la Bundesliga en 2005. Velyky et Chevtsov rejoignent alors tous deux le Rhein-Neckar Löwen. Enfin, il rejoint en 2008 le HSV Hambourg avec qui il devient vice-champion d'Allemagne en 2009.
Le 1er avril 2004, il acquiert la nationalité allemande et est sélectionné en équipe nationale d'Allemagne pour la première fois le 8 janvier 2005 puis participe au Championnat du monde 2005
Membre de l'équipe d'Allemagne au Championnat du monde 2007, il devient champion du monde sans avoir pu jouer de match à cause d'une blessure. Puis au championnat d'Europe 2008, il termine à la 4e place.

### Santé
En septembre 2003, un mélanome lui est diagnostiqué et est retiré chirurgicalement en janvier 2004. Le traitement de 18 mois qui a suivi a conduit à une rémission jusqu'à ce que, en mars 2008, on constate une récidive de son cancer de la peau. Malgré tout, il reste encore actif en tant que joueur.
Dans la nuit du 23 janvier 2010, Velyky décède à Kiev des suites de son cancer. Velyky était marié et avait un fils.
Par ailleurs, il a souffert de nombreuses blessures au cours de sa carrière. Ainsi, il s'est rompu le ligament croisé à deux reprises en 2006 et 2008 ainsi qu'une entorse en 2007, ce qui a limité sa carrière internationale sous le maillot allemand au Championnat du monde 2005, à un titre de champion du monde 2007 sans jouer et à un seul match au Championnat d'Europe 2008.

## Palmarès

### En équipe nationale
- 59 sélections en équipe nationale d'Ukraine
- 38 sélections et 123 buts marqués en équipe nationale d'Allemagne

Parcours aux championnats du monde
- 7e place au Championnat du monde 2001 avec l'Ukraine
- 9e place au Championnat du monde 2005 avec l'Allemagne

Parcours aux championnats d'Europe
- 12e place au Championnat d'Europe 2000 avec l'Ukraine
- 11e place au Championnat d'Europe 2002 avec l'Ukraine
- 5e place au Championnat d'Europe 2006 avec l'Allemagne
- 4e place au Championnat d'Europe 2008 avec l'Allemagne

### En club
compétitions internationales
- Vainqueur de la Coupe de l'EHF (C3) en 2005 avec TUSEM Essen

compétitions nationales
- Vainqueur du Championnat d'Ukraine (4) : 1998, 1999, 2000, 2001
- Vice-champion d'Allemagne en 2009
- Finaliste de la Coupe d'Allemagne en 2003, 2006 et 2007

### Récompenses individuelles
- Meilleur buteur du Championnat d'Europe 2000 avec 46 buts